# Alstom Transport Deutschland
Alstom Transport Deutschland (wcześniej Linke-Hofmann-Busch GmbH (LHB)) – producent pojazdów szynowych w Salzgitter. Zajmuje teren o powierzchni 1,2 miliona m², z czego 200 tysięcy zajmują warsztaty. W 2016 roku zatrudniał 2500 osób.

## Historia
Przedsiębiorstwo otwarto w 1832 roku jako Maschinenbauanstalt Breslau. Od 1839 roku zakład funkcjonował jako Wagenbauanstalt Gottfried Linke. Od tego momentu wytwarzano tabor kolejowy. Podczas I wojny światowej we wrocławskiej fabryce wytwarzano samoloty wojskowe. Produkowano dodatkowo również wagony kolejowe i tramwaje, a fabryka funkcjonowała pod nazwą Linke–Hofmann Werke, natomiast podczas II wojny światowej powstawały tam układy napędowe do rakiet V-2.
W związku z nacjonalizacją przedsiębiorstw w byłej NRD oraz w Polsce po II wojnie światowej, w nowej lokalizacji w Salzgitter, w 1949 roku przedsiębiorstwo rozpoczęło produkcję ciągników kołowych i gąsienicowych. W 1958 roku przedsiębiorstwo stało się częścią grupy Salzgitter, a następnie zajmowało się wyłącznie budową wagonów. W 1965 roku wzniesiono nowy budynek administracyjny, do którego przyłączono muzeum fabryczne. Następnie produkowano elementy do ICE 1 oraz wagony dla europejskich systemów S-Bahn.
Od 1994 roku przedsiębiorstwo należy do francuskiej grupy Alstom. Korzystało również ze swojego oddziału w Polsce, w którym 800 pracowników produkowało prostsze wagony towarowe przy znacznie niższych kosztach niż w Salzgitter.